# Stop the Clocks (Enter Shikari)
Stop the Clocks è un singolo del gruppo musicale britannico Enter Shikari, pubblicato il 13 agosto 2019.

## Descrizione
Brano che dà il nome all'omonimo tour del 2019, già a partire dal febbraio di quell'anno era stato presentato dal vivo e cantato regolarmente durante la scaletta del tour, nonostante non ne esistesse ancora una versione registrata in studio.
Nel 2020 è stata stampata una versione in formato 45 giri in edizione limitata, della quale i proventi sono stati interamente devoluti in beneficenza.

## Video musicale
Il video ufficiale del brano, diretto da Polygon, è stato pubblicato il 19 agosto 2019.

## Tracce
Testi di Rou Reynolds, musiche degli Enter Shikari.
1. Stop the Clocks (Single Edit) – 3:54

## Formazione
- Rou Reynolds – voce, tastiera, programmazione
- Rory Clewlow – chitarra, voce secondaria
- Chris Batten – basso, voce secondaria
- Rob Rolfe – batteria, percussioni, cori